# 江忠振
江忠振（?—?），安徽省徽州府婺源縣人，清朝政治人物、進士出身。
光緒二十四年（1898年），参加光緒戊戌科殿試，登進士二甲146名。同年五月，授江苏即用知府。